# Lycaena boldenarum
Lycaena boldenarum är en fjärilsart som beskrevs av White 1862. Lycaena boldenarum ingår i släktet Lycaena och familjen juvelvingar. Inga underarter finns listade i Catalogue of Life.

## Bildgalleri

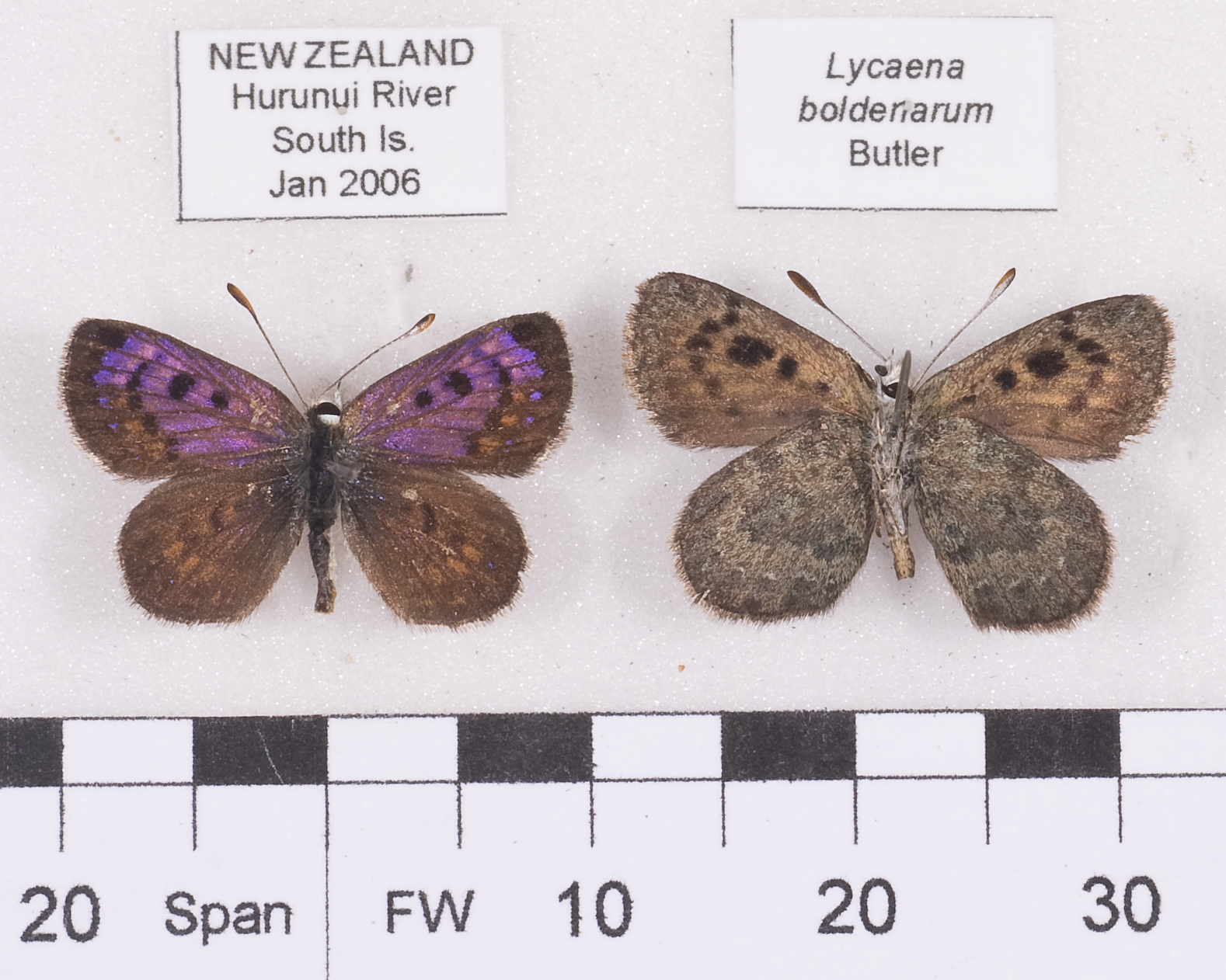